# Arcadia (Lana-Del-Rey-Lied)
Arcadia ist ein Lied der US-amerikanischen Popsängerin Lana Del Rey. Das Stück erschien als vierte Singleauskopplung aus ihrem achten Studioalbum Blue Banisters.

## Hintergrund und Veröffentlichung
Am 3. Juli 2021 kündigte Del Rey in den sozialen Medien die baldige Veröffentlichung einer Single an und postete einen Ausschnitt des Songs. Gleichzeitig bestätigte sie den Titel ihres nächsten Albums Blue Banisters.
Am 3. September postete Del Rey das Single-Cover von Arcadia auf ihrem Instagram-Account und gab bekannt, dass der Song am darauffolgenden Mittwoch, den 8. September, veröffentlicht werden würde und forderte die Fans auf, ihn „so zu hören, wie einst Video Games“. Das Cover zeigt sie in einem hellgelben T-Shirt und einer Strickjacke im gleichen Farbton. Das Lied ist die vierte Auskopplung aus dem Album nach den Singles Blue Banisters, Text Book und Wildflower Wildfire, die zeitgleich im Mai veröffentlicht wurden.

## Musik und Liedtext
Die Pop-Ballade bezieht sich auf die kalifornische Stadt Arcadia am Fuße der San Gabriel Mountains. In der ersten Strophe vergleicht Del Rey ihren Körper mit einer Karte von Los Angeles, ihre Brust mit der Sierra Madre, die Hände ihres Liebhabers mit Toyota- und Land-Rover-Autos und erwähnt ein Hilton Hotel. Ihr Gesang wird von einem Klavier sowie Blas- und Streichinstrumenten begleitet.

## Rezeption
Der Song erhielt durchgehend positive Kritiken. Jessica McKinney von Complex beschrieb den Song als „verträumt und von der Realität abgewandt“, wobei die Sängerin „einen ihrer schönsten Gesänge über Amerika und Los Angeles schmettert“.
Auch Sarah Grant von Spin lobte Del Reys Performance, wobei sie anmerkte, dass sich ihre „zittrige Stimme wie ein Akt der Kapitulation [vor der Kritik] anfühlt“. Der Rezensentin zufolge klingt die Sängerin in Arcadia „befreit, klarsichtig und schwermütig, wie ihre Folk-Ahnen Joan Baez und Patty Griffin zu ihrer Zeit“. Grant fasst es so zusammen: „Wenn wir in den rund 10 Jahren seit Video Games etwas gelernt haben, dann, dass niemand Trennungssongs so gut kann wie Lana Del Rey. Auch wenn es so ziemlich jeder versucht hat.“
The Fader hatte den Song in den Top 10 der Woche, wobei er für den Rezensenten die „verschwommene, tagebuchartige, erzählerische Sogwirkung“ und die „strukturelle und stilistische Rohheit“ früherer Demos hat. „Wieder einmal widersetzt sich Lana den Erwartungen und zeigt sich von ihrer trotzigsten Seite.“

## Musikvideos
Am 3. Juli sowie am 4. und 7. September präsentierte Del Rey drei Ausschnitte des ersten Musikvideos auf Twitter und Instagram, von denen der letzte ohne Tonbegleitung war. Das offizielle Video wurde am 8. September veröffentlicht. Am selben Tag erklärte Del Rey auf Twitter, dass die Regie für das Video „von niemandem“ geführt wurde, und dankte „Charles Grant und Chris Ripley für ihre Kameraarbeit“.
Das Video zeigt sie beim Singen des Liedes allein in einem Hotelzimmer. Mit Hilfe von Spezialeffekten werden Bilder von Los Angeles auf den Körper der Sängerin projiziert: Downtown, der Santa Monica Pier, die U.S. Route 101 und die Interstate 405 werden gezeigt. Nach dem Song werden über eine Minute lang Clips im Stil eines Homevideos gezeigt, in denen die Sängerin alltäglichen Tätigkeiten nachgeht. Die Szenen werden von einem Trap-Remix des Titels The Trio aus Ennio Morricones Soundtrack zu dem Film Zwei glorreiche Halunken begleitet.
Am 7. Oktober wurde ein alternatives Video auf Youtube veröffentlicht.

## Mitwirkende
| Liedproduktion - Lana Del Rey: Gesang, Liedtext, Musikproduzent, Bläserarrangement, Streicherarrangement - Drew Erickson: Liedtext, Musikproduzent, Abmischung, Bläserarrangement, Streicherarrangement, Orgel, Klavier, Synthesizer - Dean Reid: Technik, Abmischung - Michael Harris: Technik, Abmischung - Adam Ayan: Mastering - Ben Fletcher: Assistent Aufnahmetechnik - Jon Sher: Assistent Aufnahmetechnik - Jacob Braun: Cello - Dan Fornero: Trompete - Dan Rosenboom: Trompete - Wayne Bergeron: Trompete - Blake Cooper: Tuba - Zach Dellinger: Bratsche - Andrew Bulbrook: Geige - Wynton Grant: Geige | Musikvideo - Lana Del Rey: Regie - Charles Grant: Kamera - Chris Ripley: Kamera Unternehmen - Polydor / Interscope: Musiklabel - Universal Music Publishing: Vertrieb |